# Mileewa nigricincta
Mileewa nigricincta (лат.) — вид цикадок рода Mileewa из отряда полужесткокрылых насекомых. Эндемик Китая.

## Описание
Длина около 5 мм. Голова и грудь сверху ярко-желтоватые, глаза чёрные. Лицо, грудь снизу, ноги и брюшко снизу беловатые, лицо на вершине, голень и пигофер жёлтые. Переднее крыло у основания жёлто-белое, передний и верхушечный края чёрные; на вершине с двумя овальными жёлтовато-бледными прозрачными крупными пятнами. Обнаружены в провинции Yunnan и в горах Тибета (Motuo, Tibet, КНР) на высотах от 1068 до 1900 м.